# Phosphortribromid
Phosphortribromid ist eine ätzende chemische Verbindung aus Phosphor und Brom mit der chemischen Formel PBr3. Es gehört zu den Phosphorhalogeniden und liegt als klare, farblose Flüssigkeit vor, die einen charakteristischen, stechenden Geruch hat und an der Luft raucht.

## Gewinnung und Darstellung
Phosphortribromid lässt sich aus den Elementen darstellen. Dabei wirkt das gebildete Phosphortribromid selbst als Lösemittel für den weißen Phosphor (P4). Um eine Bildung von Phosphorpentabromid (PBr5) zu vermeiden, setzt man Phosphor im Überschuss ein.
{\displaystyle \mathrm {P_{4}+6\ Br_{2}\longrightarrow 4\ PBr_{3}} }

## Eigenschaften

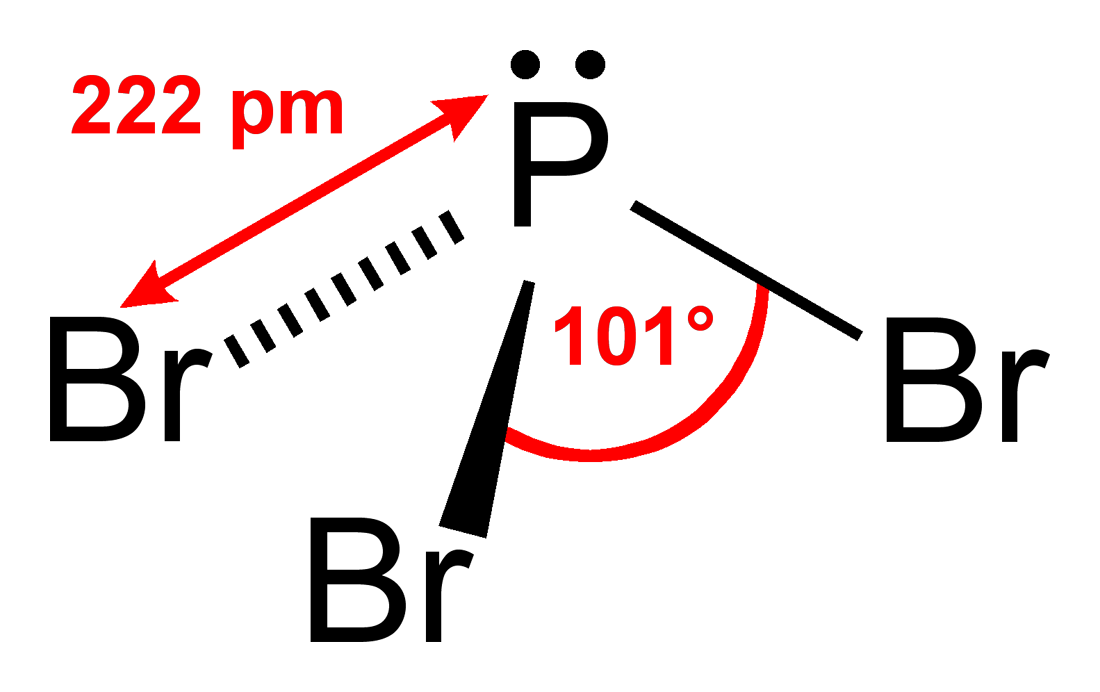
Molekülgeometrie von PBr_{3}

Phosphortribromid kann (ähnlich wie Phosphortrifluorid oder Phosphortrichlorid) in Reaktionen abhängig von den Reaktionspartnern sowohl als Lewis-Säure als auch als Lewis-Base agieren.
Die Geometrie des Phosphortribromidmoleküls ist nicht eben, sondern wie in der Abbildung angedeutet, trigonal-pyramidal (Pyramide mit dreieckiger Grundfläche). Das freie Elektronenpaar am Phosphor beansprucht ebenfalls Raum und verhindert, dass sich die drei Bromatome in einer Ebene mit dem Phosphoratom befinden. Diese Geometrie ähnelt der des Ammoniak-Moleküls.

## Verwendung
Phosphortribromid wird zur Substitution der Hydroxygruppe primärer und sekundärer – nicht jedoch tertiärer – Alkohole durch Brom eingesetzt. Hierdurch lassen sich Alkylbromide darstellen:
{\displaystyle \mathrm {R{-}CH_{2}OH+PBr_{3}\longrightarrow R{-}CH_{2}Br+PBr_{2}OH} }
Diese Reaktion folgt dem Mechanismus einer SN2-Reaktion.
Ein Molekül PBr3 kann bis zu drei Hydroxygruppen umwandeln. Dabei setzt es sich zu Phosphonsäure um:
{\displaystyle \mathrm {3\ R{-}CH_{2}OH+PBr_{3}\longrightarrow 3\ R{-}CH_{2}Br+H_{3}PO_{3}} }
Analog dazu lassen sich mittels Phosphortribromid aus Carbonsäuren Carbonsäurebromide darstellen:
{\displaystyle \mathrm {R{-}COOH+PBr_{3}\longrightarrow R{-}COBr+PBr_{2}OH} }
Ferner wird Phosphortribromid bei der α-Bromierung von Carbonsäuren als Katalysator eingesetzt, etwa bei der Hell-Volhard-Zelinsky-Reaktion.
In der Mikroelektronik und für Leistungshalbleiter wird PBr3 zur Dotierung von Silicium in Diffusionsöfen verwendet.

## Sicherheitshinweise
Phosphortribromid und seine Dämpfe sind ätzend. Es reagiert heftig mit Wasser und einer Reihe weiterer Substanzen, wie weißem Phosphor, Alkalimetallen, Alkoholen, Aminen und Ammoniak.